# Potoczek-Kolonia (województwo świętokrzyskie)
Potoczek-Kolonia – kolonia w Polsce położona w województwie świętokrzyskim, w powiecie opatowskim, w gminie Tarłów.
W latach 1975–1998 miejscowość należała administracyjnie do województwa tarnobrzeskiego.